# Itajobi
Itajobi is een gemeente in de Braziliaanse deelstaat São Paulo. De gemeente telt 14.683 inwoners (schatting 2009).

## Aangrenzende gemeenten
De gemeente grenst aan Borborema, Catanduva, Itápolis, Marapoama, Novo Horizonte, Pindorama en Santa Adélia.